# Казімєж Циприняк
Казімєж Циприняк (пол. Kazimierz Cypryniak; 16 грудня 1934, Вулька Окопська) — польський політик часів ПНР, секретар повітських комітетів ПОРП у Старгарді та Голенюві, у 1980—1981 роках — перший секретар Щецинського воєводського комітету ПОРП. У 1986—1988 роках — секретар ЦК ПОРП, з грудня 1988 до січня 1990 року — член Політбюро ЦК. Брав участь у протиборстві ПОРП із профспілкою Солідарність. Входив до урядової делегації на Круглому столі 1989 року.

## Регіональний секретар
Народився у селянській сім'ї з гміни Дорогуськ. У 1951—1953 роках працював у гмінному кооперативі. У 1960 році закінчив Сільськогосподарську академію у Щецині, отримав спеціальність агроінженера. З 1954 року перебував в урядущій компартії ПОРП.
Після здобуття вищої освіти Циприняка зараховано до партійного апарату. Починав інструктором Старгардського повітського комітету ПОРП, з 1961 року — секретар, з 1963 року — перший секретар. У 1969—1971 роках — перший секретар Голеньовського повітського комітету ПОРП. З 1971 року — секретар Щецинського воєводського комітету ПОРП. Першим секретарем у цей період був Януш Брих.

## Противник «Солідарності»
У серпні 1980 року у Польщі почався масовий страйковий рух. Частина номенклатури ПОРП зайняла компромісну позицію. Януш Брих підписав Щецинську угоду з Міжзаводським страйковим комітетом. Діалог влади ПНР з незалежною профспілкою Солідарність викликав різке невдоволення «партійного бетону».
Секретар Циприняк не приймав позиції першого секретаря Бриха, ставився до «Солідарності» з ворожістю та страхом. На вересневій розширеній нараді у Політбюро ЦК ПОРП він говорив про «бойові трійки», створені профцентром «Солідарності» на Щецинській корабельні (подібно до того як під час робітничих протестів 1970—1971 роках «робітнича гвардія» Адама Ульфіка звинуватили в підготовці «білого терору»). Але хоча щецинський профцентр на чолі з непримиренним антикомуністом Мар'яном Юрчиком займав радикальну позицію, реальність була далека від побоювань Циприняка.
7 листопада 1981 року Циприняк змінив Януша Бриха на посаді першого секретаря Щецинського воєводського комітету. Однак на цю посаду обіймав лише пів року. З квітня 1981 року Циприняк — секретар ЦК ПОРП, у липні того ж року понижено до завідувача організаційного відділу ЦК.
У грудні 1981 року Циприняк підтримав воєнний стан і репресивне придушення «Солідарності».

## У партійному керівництві

### Секретар ЦК та член Політбюро
Казімєж Циприняк не належав до керівної «Директорії» Войцеха Ярузельського, проте був високопоставленим функціонером, причетним до ухвалення рішень. На виборах до сейму ПНР 1985 та референдуму 1987 років Циприняк контролював досягнення контрольних цифр підтримки ПОРП, призначених Ярузельським.
З травня 1985 року очолював організаційно-політичний відділ і відділ партійного господарства. 3 липня 1986 року Циприняка знову затверджено на посаді секретаря ЦК ПОРП. У березні 1988 року опікувався групою розробників програми державної реформи. 19 грудня 1988 року кооптовано у Політбюро ЦК ПОРП і призначено головою Центральної контрольно-ревізійної комісії.

### Подвійність позиції
Вершина кар'єри Казімежа Циприняка припала на останні роки існування ПОРП. На той час Циприняк не стояв на позиціях «бетону», але й не був прихильником діалогу з «Солідарністю». У серпні 1988 року він дозволив собі відкрито засумніватися у позиції самого Ярузельського щодо переговорів з Лехом Валенсою (ці сумніви, втім, на той момент розділяли члени Політбюро Альфред Мйодович, Анджей Гдула та навіть Чеслав Кіщак). 16 лютого 1989 року на нараді Секретаріату ЦК ПОРП за підсумками переговорів у Магдаленці Циприняк з тривогою висловлювався в тому сенсі, що «переговори запускають процеси, яких не зупинити».
Я пам'ятаю, як член Політбюро Казімєж Циприняк попереджав: «Товариші, все, що ви робите, веде до втрати влади та краху ПОРП»… Товариш Циприняк передбачав майбутнє.

Александр Квасневський
Водночас Циприняк був членом урядової делегації на Круглому столі (група підготовки політичних реформ). Ще більш помітну роль він відіграв у перетворенні ПОРП на нову партію Соціал-демократія Республіки Польща, згодом — СДЛС. Як секретар-куратор організаційно-політичного та господарського відділів ЦК він активно лобіював швидке присвоєння новою партією активів ПОРП — щоб випередити рішення сейму про передачу партійного майна на баланс держбюджету.

## Відхід з політики
Кандидатура Казімежа Циприняка не була включена до «національного списку» ПОРП на виборах до «контрактного сейму» 1989 року. Він балотувався від Кошалінського округу, проте поступився Мар'яну Ожеховському.
З серпня 1989 до січня 1990 року Циприняк координував у секретаріаті ЦК ПОРП органи державного та громадського контролю. Після самоліквідації ПОРП відійшов від громадсько-політичної діяльності.